# 横井清
横井 清（よこい きよし、1935年10月31日 - 2019年4月7日）は、日本中世史学者。

## 略歴
京都市生まれ。1958年立命館大学文学部卒、1962年同大学院文学研究科博士課程中退、京都市史編纂補助、1970年代花園大学文学部助教授、著述業の時代をへて、1980年代富山大学人文学部教授、1990年代桃山学院大学文学部教授。1989年『的と胞衣』で毎日出版文化賞受賞。中世民衆史を専攻し、差別、穢れなどの問題を実証的に論じた。

## 著書
- 『中世民衆の生活文化』東京大学出版会 1975、講談社学術文庫（増補版・全3巻）2007-2008
- 『東山文化 その背景と基層』教育社歴史新書 1979、平凡社ライブラリー 1994
- 『看聞御記 「王者」と「衆庶」のはざまにて』そしえて 1979
  - 『室町時代の一皇族の生涯 『看聞日記』の世界』講談社学術文庫 2002
- 『下剋上の文化』東京大学出版会 1980
- 『現代に生きる中世』西田書店 1981
- 『中世を生きた人びと　歴史と日本人3』ミネルヴァ書房 1981、福武文庫 1991
- 『的と胞衣 中世人の生と死』平凡社 1988、平凡社ライブラリー 1998
- 『光あるうちに 中世文化と部落問題を追って』阿吽社 1990
- 『花橘をうゑてこそ 京・隠喩息づく都』三省堂 1993
- 『中世日本文化史論考』平凡社 2001
- 『都忘れの京語り』編集工房ノア 2021- 遺著

### 共編著
- 『京 歴史と文化』林屋辰三郎共著 光村推古書院 1965、浅野喜市写真
- 『平家物語 古典カメラ紀行』門脇禎二共著 保育社カラーブックス 1966
- 『花園 妙心寺』光村推古書院 1977(<カラー>フルール双書)、安岡孝治写真
- 『日本の中世6 都市と職能民の活動』網野善彦共著 中央公論新社 2003

### 現代語訳
- 『日本の茶書 1・2』林屋辰三郎、楢林忠男と編訳 平凡社東洋文庫 1971-72。オンデマンド版2007
- 新井白石『読史余論 現代語訳』講談社学術文庫 2012 - 元版「日本の名著15 新井白石」中央公論社